# Comuna de Olszanica
Olszanica (polaco: Gmina Olszanica) é uma gminy (comuna) na Polónia, na voivodia de Subcarpácia e no condado de Leski. A sede do condado é a cidade de Olszanica.
De acordo com os censos de 2004, a comuna tem 5070 habitantes, com uma densidade 53,9 hab/km².

## Área
Estende-se por uma área de 94,02 km², incluindo:
- área agrícola: 33%
- área florestal: 61%

## Demografia
Dados de 30 de Junho 2004:
|                      | Total   | Total | Mulheres | Mulheres | Homens  | Homens |
| -------------------- | ------- | ----- | -------- | -------- | ------- | ------ |
|                      | pessoas | %     | pessoas  | %        | pessoas | %      |
| População            | 5070    | 100   | 2518     | 49,7     | 2552    | 50,3   |
| Densidade (pop./km²) | 53,9    | 100   | 26,8     | 26,8     | 27,1    | 27,1   |

De acordo com dados de 2002, o rendimento médio per capita ascendia a 1666,7 zł.

## Subdivisões
- Olszanica, Paszowa, Orelec, Wańkowa, Uherce Mineralne, Stefkowa, Rudenka, Zwierzyń.

## Comunas vizinhas
- Bircza, Lesko, Solina, Tyrawa Wołoska, Ustrzyki Dolne